# Zarūr
Zarūr (persiska: رَزدَر, رَزوَر, زرور) är en ort i Iran.   Den ligger i provinsen Lorestan, i den centrala delen av landet, 300 km sydväst om huvudstaden Teheran. Zarūr ligger 1 667 meter över havet och antalet invånare är 368.
Terrängen runt Zarūr är varierad. Runt Zarūr är det ganska glesbefolkat, med 29 invånare per kvadratkilometer. Närmaste större samhälle är Dorūd, 16,0 km väster om Zarūr. Trakten runt Zarūr består i huvudsak av gräsmarker.